# العلاقات الألمانية الصربية
العلاقات الألمانية الصربية هي العلاقات الثنائية التي تجمع بين ألمانيا وصربيا.

## مقارنة بين البلدين
هذه مقارنة عامة ومرجعية للدولتين:
| وجه المقارنة                                              | ألمانيا                                                                              | صربيا                                                      |
| --------------------------------------------------------- | ------------------------------------------------------------------------------------ | ---------------------------------------------------------- |
| المساحة (كم2)                                             | 357.41 ألف                                                                           | 88.36 ألف                                                  |
| عدد السكان (نسمة)                                         | 81.29 مليون                                                                          | 7.02 مليون                                                 |
| الكثافة السكانية (ن./كم²)                                 | 227.44                                                                               | 79.45                                                      |
| العاصمة                                                   | بون، برلين                                                                           | بلغراد                                                     |
| اللغة الرسمية                                             | اللغة الألمانية                                                                      | اللغة الصربية                                              |
| العملة                                                    | يورو، مارك ألماني                                                                    | دينار صربي                                                 |
| الناتج المحلي الإجمالي (بليون دولار)                      | 3.68 تريليون                                                                         | 41.43 مليار                                                |
| الناتج المحلي الإجمالي (تعادل القوة الشرائية) بليون دولار | 3.92 تريليون                                                                         | 100.13 مليار                                               |
| الناتج المحلي الإجمالي الاسمي للفرد دولار أمريكي          | 41.31 ألف                                                                            | 5.24 ألف                                                   |
| الناتج المحلي الإجمالي للفرد دولار أمريكي                 | 46.40 ألف                                                                            | 13.59 ألف                                                  |
| مؤشر التنمية البشرية                                      | 0.926                                                                                | 0.771                                                      |
| رمز المكالمات الدولي                                      | +49                                                                                  | +381                                                       |
| رمز الإنترنت                                              | .de                                                                                  | .rs، .срб ‏                                                 |
| المنطقة الزمنية                                           | توقيت وسط أوروبا، ت ع م+01:00، ت ع م+02:00، توقيت أوروبا الوسطى المعياري (ت غ م +1) ‏ | توقيت وسط أوروبا، ت ع م+01:00، ت ع م+02:00، أوروبا/بلغراد ‏ |

## مدن متوأمة
في ما يلي قائمة باتفاقيات التوأمة بين مدن ألمانية وصربية:
- ترتبط باد هومبورغ (فور در هوهه) مع نيش باتفاقية توأمة.
- ترتبط فلباخ مع سوفا ريكا باتفاقية توأمة.
- ترتبط Treptow-Köpenick [الإنجليزية]‏ مع سوبتيتسا باتفاقية توأمة.
- ترتبط زندنهورست مع كرالييفو باتفاقية توأمة.
- ترتبط بفافنهوفن أن در إلم مع فاليفو باتفاقية توأمة.
- ترتبط أوفنباخ أم ماين مع زمون [الإنجليزية]‏ باتفاقية توأمة منذ 1978.
- ترتبط دورتموند مع نوفي ساد باتفاقية توأمة منذ 1973.
- ترتبط إنغولشتات مع كراغوييفاتس باتفاقية توأمة منذ 7 مايو 1963.

## منظمات دولية مشتركة
يشترك البلدان في عضوية مجموعة من المنظمات الدولية، منها:
| علم المنظمة | اسم المنظمة                               | تاريخ انضمام ألمانيا | تاريخ انضمام صربيا |
| ----------- | ----------------------------------------- | -------------------- | ------------------ |
|             | مؤسسة التمويل الدولية                     | 20 يوليو 1956        | 25 فبراير 1993     |
|             | يونسكو                                    | 11 يوليو 1951        | 20 ديسمبر 2000     |
|             | مجموعة الموردين النوويين                  | ?                    | ?                  |
|             | مؤسسة التنمية الدولية                     | 24 سبتمبر 1960       | 25 فبراير 1993     |
|             | المركز الدولي لتسوية المنازعات الاستشارية | 18 مايو 1969         | 8 يونيو 2007       |
|             | وكالة ضمان الاستثمار متعدد الأطراف        | 12 أبريل 1988        | 19 مارس 1993       |
|             | منظمة حظر الأسلحة الكيميائية              | 29 أبريل 1997        | ?                  |
|             | الاتحاد الدولي للاتصالات                  | 1866                 | 1 يونيو 2001       |
|             | الأمم المتحدة                             | 18 سبتمبر 1973       | 1 نوفمبر 2000      |
|             | منظمة الشرطة الجنائية الدولية             | ?                    | ?                  |
|             | البنك الدولي للإنشاء والتعمير             | 14 أغسطس 1952        | 25 فبراير 1993     |
|             | منظمة الأمن والتعاون في أوروبا            | 25 يونيو 1973        | 3 يونيو 2006       |
|             | الفريق المعني برصد الأرض                  | ?                    | ?                  |
|             | الاتحاد البريدي العالمي                   | 1 يوليو 1875         | ?                  |
|             | المنظمة الهيدروغرافية الدولية             | ?                    | ?                  |
|             | المنظمة الأوروبية لسلامة الملاحة الجوية   | 1960                 | 2005               |
|             | مجلس أوروبا                               | 13 يوليو 1950        | 3 أبريل 2003       |

## أعلام
هذه قائمة لبعض الشخصيات التي تربطها علاقات بالبلدين:

## وصلات خارجية
- موقع وزارة الخارجية الألمانية
- موقع وزارة الخارجية الصربية